# Élections générales yukonnaises de 2011
Les élections générales yukonnaises de 2011 ont lieu le 11 octobre 2011 afin d'élire les 19 députés de la 33e législature de l'Assemblée législative du territoire canadien du Yukon. 
Le premier ministre Darrell Pasloski, qui a pris la direction du Parti du Yukon, en mai 2011, a informé le commissaire territorial de dissoudre l'Assemblée le 9 septembre. Avec 11 des 19 sièges, le Parti du Yukon a obtenu des électeurs un troisième gouvernement majoritaire. Un recomptage a eu lieu, il a confirmé la marge de trois votes de Copperbelt Sud.

## Résultats
| Parti | Parti                  | Chef               | # de candidats | Sièges | Sièges      | Sièges | Sièges  | Voix   | Voix   |  |
| ----- | ---------------------- | ------------------ | -------------- | ------ | ----------- | ------ | ------- | ------ | ------ |  |
| Parti | Parti                  | Chef               | # de candidats | 2006   | Dissolution | Élus   | % Diff. | #      | %      |  |
|       | Parti du Yukon         | Darrell Pasloski   | 19             | 10     | 11          | 11     | +10     | 6 400  | 40,51  |  |
|       | NPD                    | Elizabeth Hanson   | 18             | 3      | 1           | 6      | +100    | 5 154  | 32,63  |  |
|       | Libéral                | Arthur Mitchell    | 19             | 5      | 5           | 2      | -60     | 3 979  | 25,19  |  |
|       | Vert                   | Kristina Calhoun   | 2              | *      | 0           | 0      | *       | 104    | 0,66   |  |
|       | Premières Nations (en) | Gerald Dickson Sr. | 2              | *      | 0           | 0      | *       | 81     | 0,51   |  |
|       | Indépendant            | Indépendant        | 2              | 0      | 0           | 0      | 0       | 79     | 0,50   |  |
|       | Vacant                 | Vacant             | Vacant         | Vacant | 1           |        |         |        |        |  |
| Total | Total                  | Total              | 62             | 18     | 18          | 19     | +5,6    | 15 797 | 100,00 |  |

## Source
- (en) Cet article est partiellement ou en totalité issu de l’article de Wikipédia en anglais intitulé « Yukon general election, 2011 » (voir la liste des auteurs).